# 1852
1852 (số La Mã – MDCCCLII) là một năm nhuận bắt đầu vào thứ Năm trong lịch Gregory.

## Sự kiện

### Tháng 6
- 3 tháng 6 – Thái Bình Thiên Quốc công hạ Toàn Châu

### Tháng 7
- 14 tháng 7 – Hải quân Hoa Kỳ đổ bộ lên Nhật Bản

### Tháng 11
- 7 tháng 11 – Thành lập đệ nhị cộng hòa tại Pháp

## Sinh
- 12 tháng 1 – Joseph Joffre-Thống chế Pháp (mất 1931)
- 27 tháng 1 – Fulgence Bienvenüe-kỹ sư Pháp (mất 1936)
- 28 tháng 1 – Louis Brennan-nhà phát minh Úc gốc Ireland (mất 1932)
- 23 tháng 2 – Dục Đức-vua Việt Nam (mất 1883)
- 12 tháng 4 – Ferdinand von Lindemann-nhà toán học Đức (mất 1939)
- 25 tháng 4 – Leopoldo Alas-nhà văn Tây Ban Nha (mất 1901)
- 1 tháng 5 – Santiago Ramón y Cajal-nhà bệnh lý học, nhà mô học, nhà thần kinh học Tây Ban Nha (mất 1934)
- 2 tháng 5 – Max von Gallwitz-tướng quân đội Đế quốc Đức (mất 1937)
- 31 tháng 5 – Julius Richard Petri-nhà vi khuẩn học Đức (mất 1921)
- 15 tháng 6 – Daniel Burley Woolfall-Chủ tịch FIFA (mất 1918)
- 12 tháng 7 – Hipólito Yrigoyen-Tổng thống Argentina (mất 1933)
- 30 tháng 8 – Jacobus Henricus van 't Hoff-nhà vật lý, nhà hóa học Hà Lan (mất 1911)
- 8 tháng 9 – Triều Tiên Cao Tông (mất 1919)
- 9 tháng 9 – John Henry Poynting-nhà vật lý Anh (mất 1914)
- 25 tháng 9 – Georg von Kleist-sĩ quan quân đội Đức (mất 1923)
- 28 tháng 9 – Henri Moissan-nhà hóa học Pháp (mất 1907)
- 30 tháng 9 – Charles Villiers Stanford-nhà soạn nhạc, giảng viên, nhạc trưởng Ireland (mất 1924)
- 2 tháng 10 – William Ramsay-nhà hóa học Scotland (mất 1916)
- 9 tháng 10 – Hermann Emil Fischer-nhà hóa học Đức (mất 1919)
- 3 tháng 11 – Hoàng tử Mutsuhito của Nhật Bản, tức là Minh Trị Thiên hoàng sau này (mất năm 1912)
- 11 tháng 11 – Franz Graf Conrad von Hötzendorf-quân nhân Áo (mất 1925)
- 21 tháng 11 – Francisco Tárrega-nhà soạn nhạc, nghệ sĩ guitar Tây Ban Nha (mất 1909)
- 22 tháng 11 – Paul-Henri-Benjamin d'Estournelles de Constant-nhà chính trị, nhà ngoại giao Pháp (mất 1924)
- 26 tháng 11 – Yamamoto Gonnohyoe-đô đốc của Hải quân Đế quốc Nhật Bản (mất 1933)
- 10 tháng 12 – Felix Graf von Bothmer-tướng quân đội Đức (mất 1937)
- 15 tháng 12 – Henri Becquerel-nhà vật lý Pháp (mất 1908)
- 18 tháng 12 – Karl von Plettenberg-sĩ quan quân đội Phổ (mất 1938)
- 19 tháng 12 – Albert Abraham Michelson-nhà vật lý Mỹ gốc Phổ (mất 1931)
- Không rõ – Trần Cảnh Phát, quan nhà Nguyễn (m. ?)
- Không rõ – Võ Trứ, nhà sư, nhà nho Việt Nam (mất 1898)

## Mất
- 4 tháng 1 – Trần Thị Tuyến, phong hiệu Tam giai Trang tần, phi tần của vua Minh Mạng (s. 1791).
- 6 tháng 1 - Louis Braille, người phát minh ra kiểu chữ Braille dành cho người mù và người khiếm thị
- 4 tháng 3 – Nikolai Vasilevich Gogol, nhà văn người Nga (s. 1809).